# Adolf Wolff

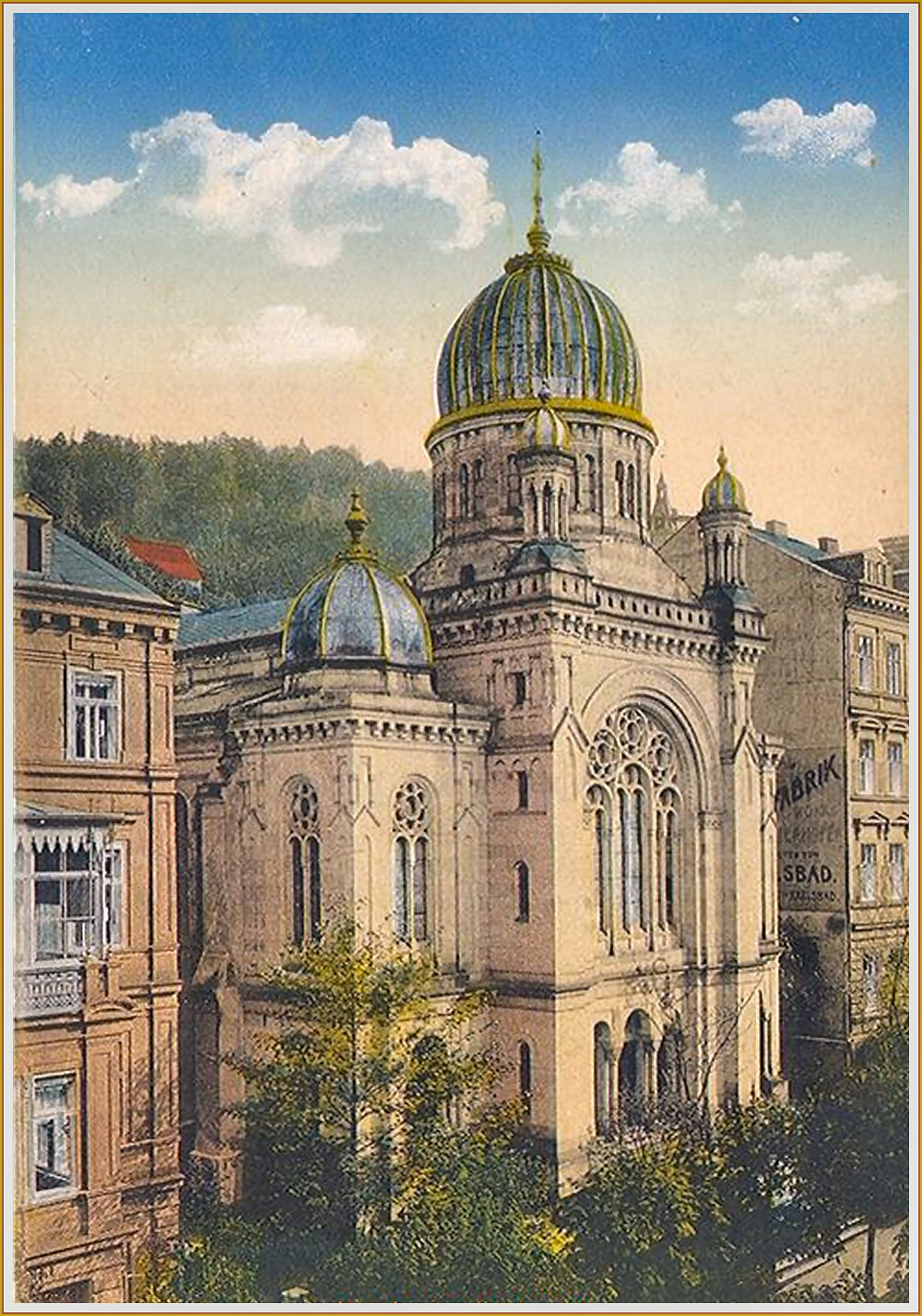
Synagogan i Karlsbad.

Christoph Adolf Wolff, född 10 augusti 1832 i Wäldenbronn, Esslingen am Neckar, död 29 mars 1885 i Stuttgart, var en tysk arkitekt.
Wolff studerade vid Polytechnikum i Stuttgart och sedan för professor Gustav Adolf Breymann där och användes av honom vid byggandet av synagogan. Efter dennes död (1859) fullbordade han byggnaden och reste sedan i Tyskland, Belgien, Frankrike och Italien. Efter sin återkomst utförde han bangården i Stuttgart (1863-70) och en synagoga i Nürnberg, där han 1872 blev stadsbyggmästare. År 1873 fick han motsvarande anställning i Stuttgart och utförde där privathus, skolbyggnader och en kyrka i förstaden Heslach, hans förnämsta verk. Även i Ulm, Heilbronn och Karlsbad byggde han synagogor.